# فرودگاه شهری تهاچاپی
فرودگاه شهری تهاچاپی  (به انگلیسی: Tehachapi Municipal Airport) یک فرودگاه همگانی با کد یاتا TSP است . این فرودگاه در کشور کانادا قرار دارد و در ارتفاع ۱۲۱۹٫۵ متری از سطح دریا واقع شده است.